# Ahmad al-Khatib
Ahmad Hasan al-Khatib (in arabo أحمد حسن الخطيب; As-Suwayda, 1933 – Damasco, 1982) è stato un politico siriano.
È stato Presidente cerimoniale della Siria per un periodo di circa quattro mesi, durato dal novembre 1970 al marzo 1971.
Dal febbraio al dicembre 1971 è stato Presidente del Consiglio del popolo.
Era di religione islamica sunnita.